# Anielka
Anielka est un roman de François Taillandier paru le 25 août 1999 aux éditions Stock et ayant reçu le Grand prix du roman de l'Académie française la même année, ex aequo avec Stupeur et tremblements d'Amélie Nothomb.

## Éditions
- Anielka, éditions Stock, 1999  (ISBN 223405155X).